# لارباع
لارباع بلدة وبلدية تابعة لدائرة بوزينة في ولاية باتنة بالجزائر.

## معرض صور

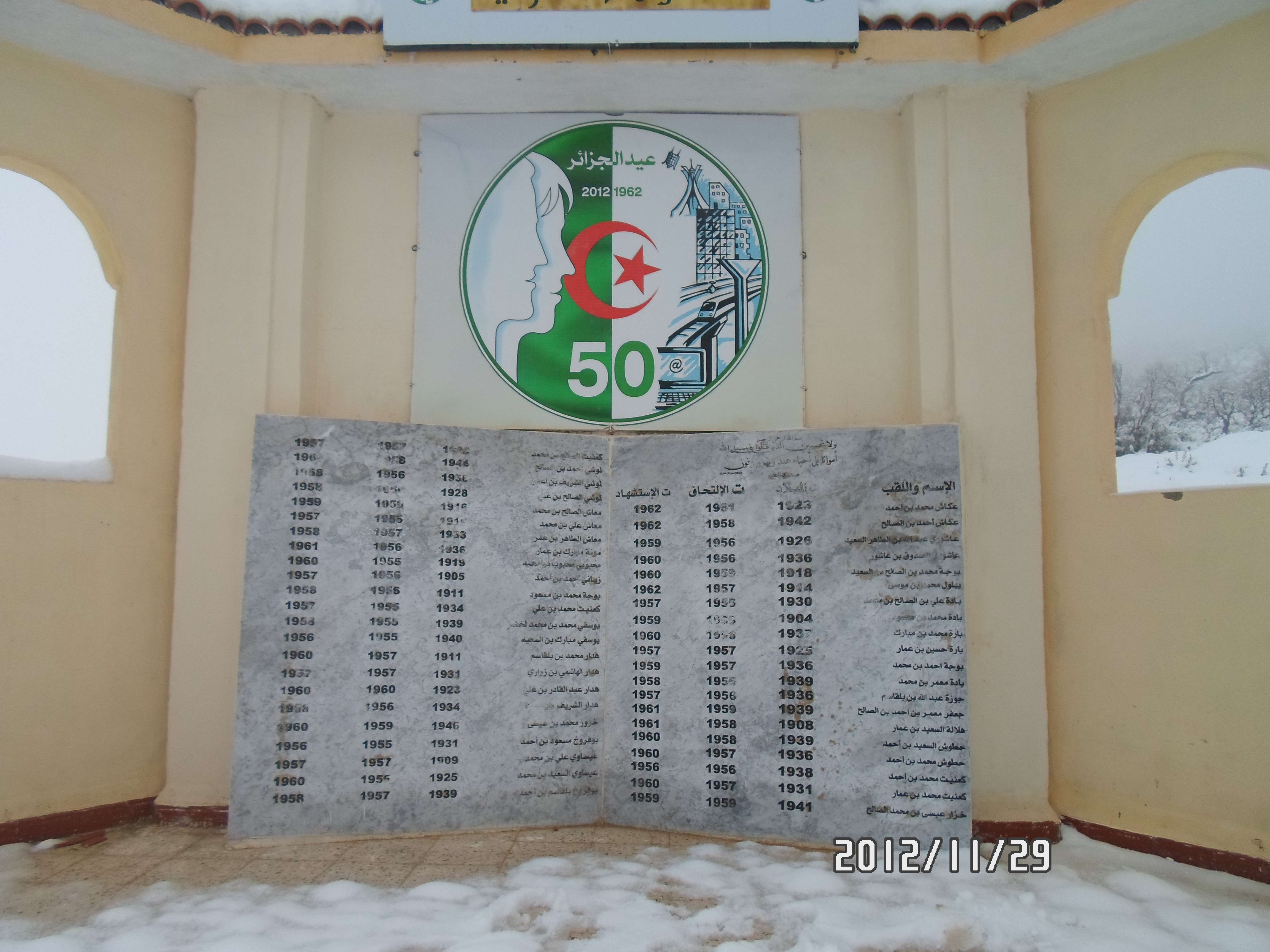
نصب تذكاري لشهداء بلدية لارباع.
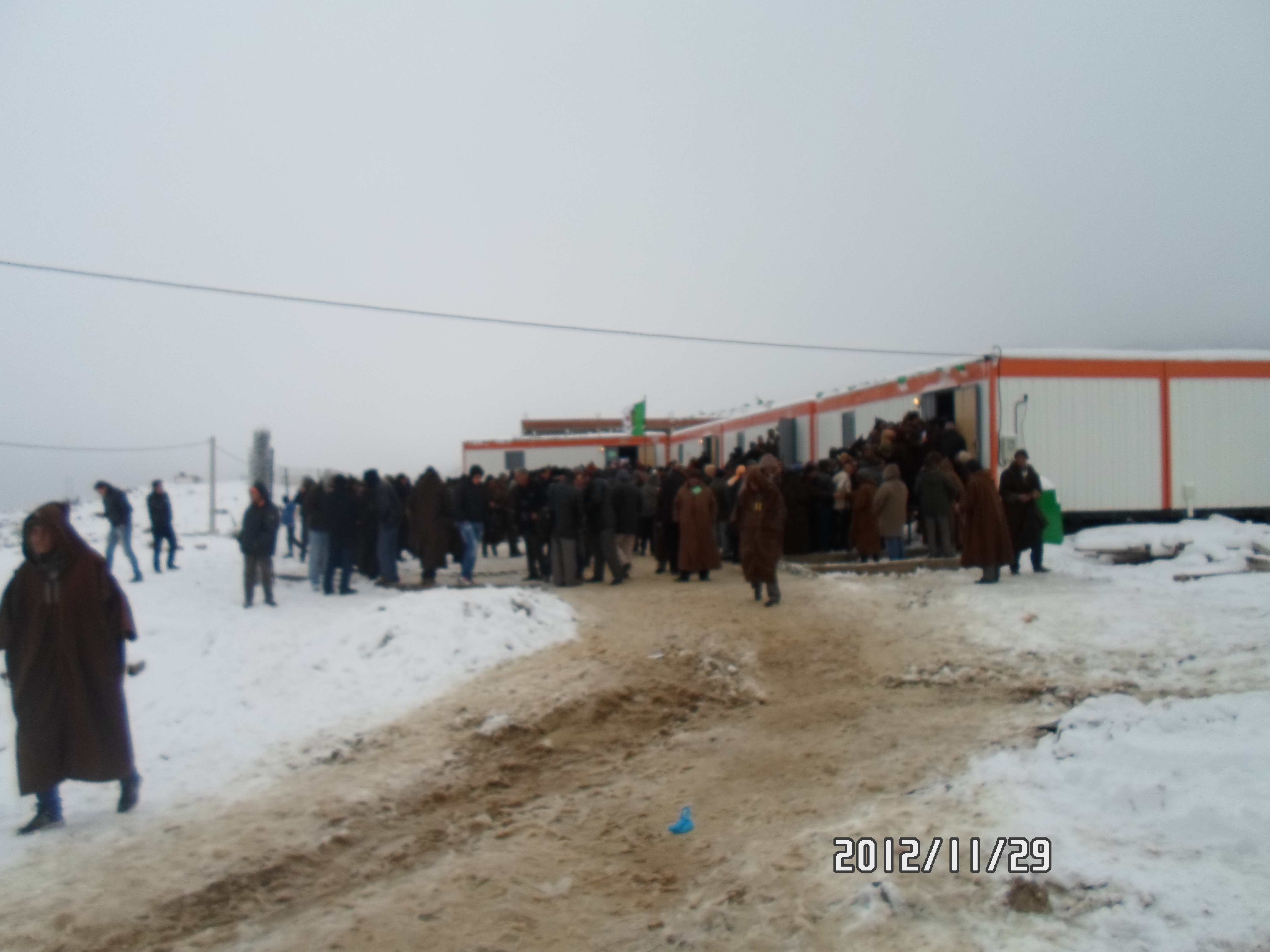
الظروف القاسية من ثلوج واوحال و التي جرت فيها الانتخابات البلدية ببلدية لارباع يوم 29.11.2013
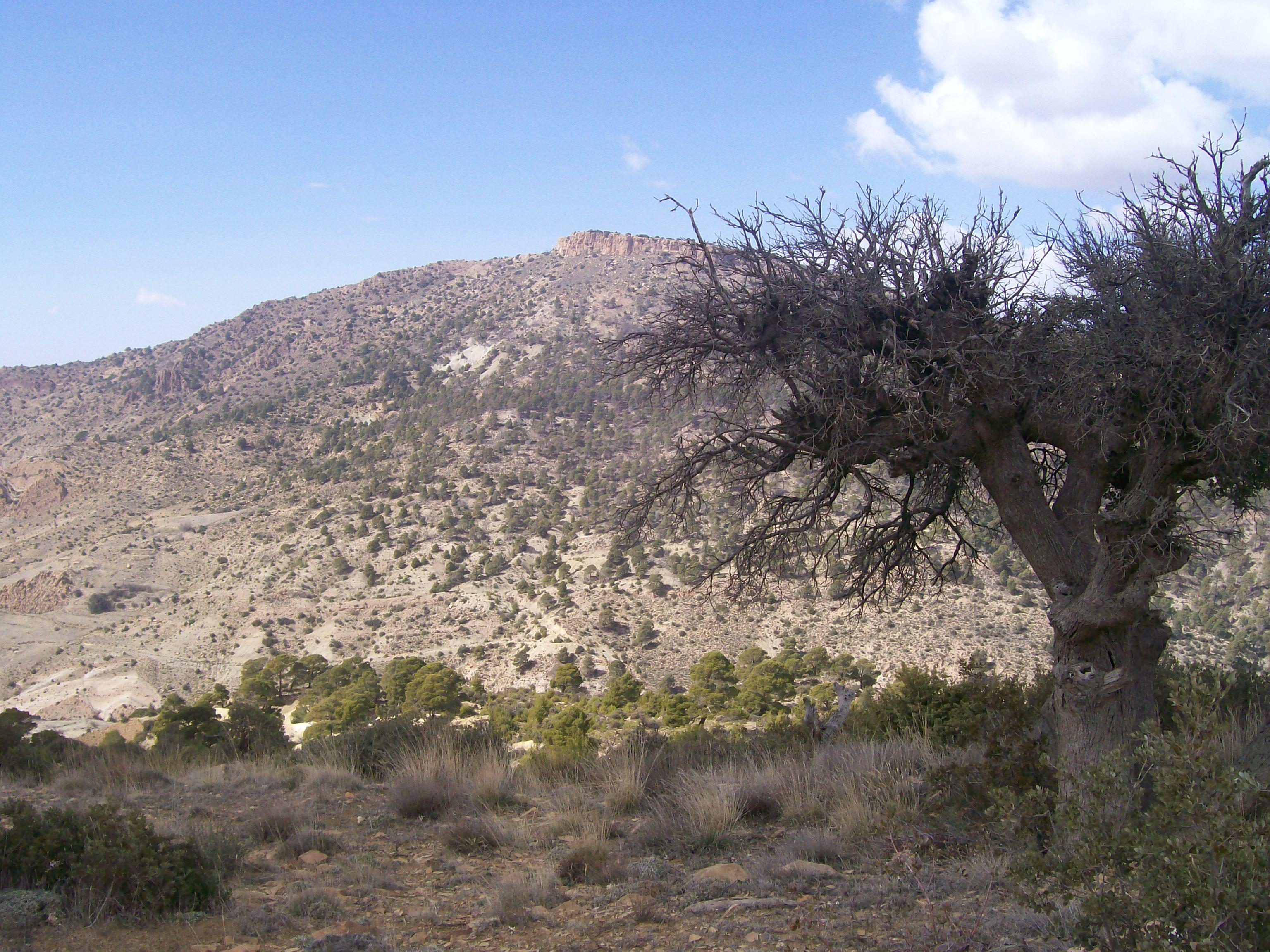
جبل ثوفيقث الواقع في منطقة لارباع يُعد من أبرز معاقل الثورة الجزائرية، وقد شهد معارك هامة أبرزها معركتا ثوفيقث الأولى والثانية. تحيط به ثلاث قرى ثورية—ثيبحرين، ثاعزونت، وثاقليعث—التي كانت مراكز دعم أساسية للثوار.
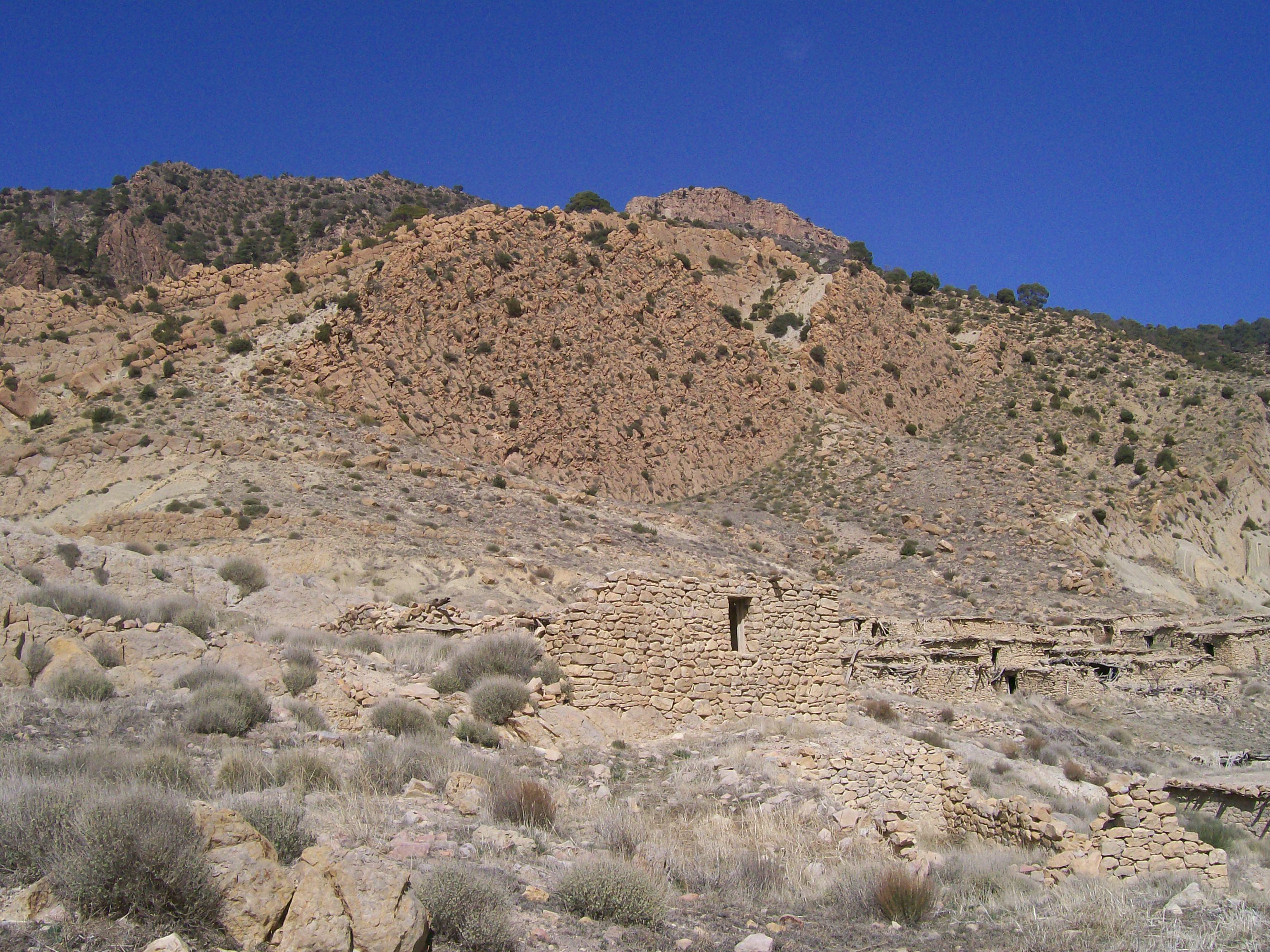
صورة مقربة لقرية تاعزونت ومنازلها يظهر فيها الجامع على اليسار.